# Інцидент з CSX 8888

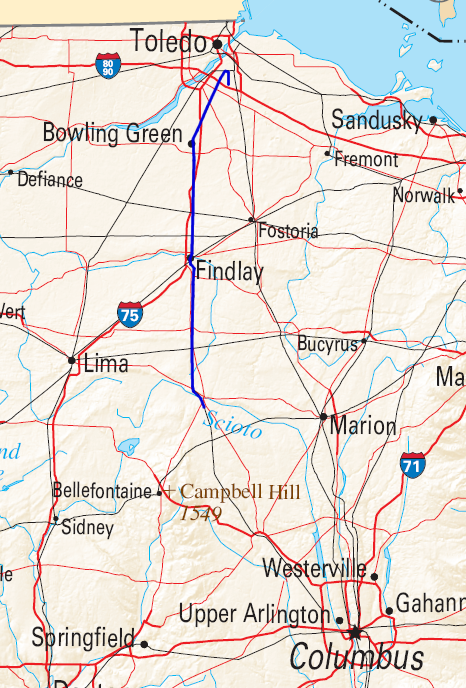
Маршрут слідування некерованого CSX 8888 (із півночі на південь)

Інцидент із CSX 8888, відомий також як Скажені вісімки (англ. Crazy Eights), стався 15 травня 2001 року, коли ніким не керований потяг компанії CSX Transportation із 47 вагонами та тепловозом SD40-2 № 8888 проїхав близько 66 миль (106 км) через штат Огайо, розганяючись іноді до 47 миль/год (76 км/год). Був зупинений іншим локомотивом, який його спочатку догнав, а потім зчепився. У 2010 році інцидент був екранізований у фільмі «Некерований».

## Хронологія подій

### Спроби зупинити потяг

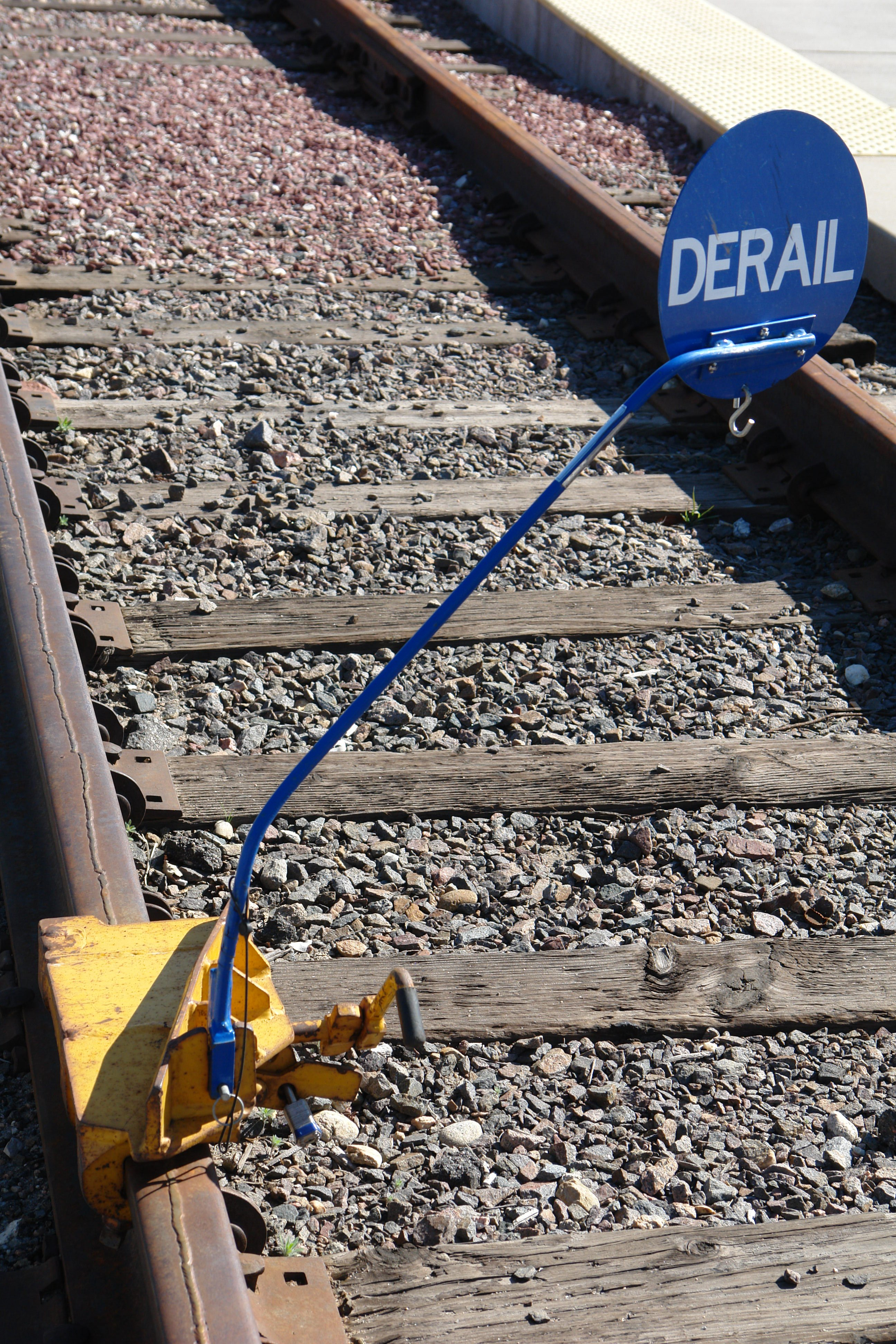
Переносний зкидувач

Серед 22 навантажених вагонів потяга (решта 25 були порожніми) було 2 цистерни із рідким фенолом, отруйним компонентом фарб і лаків, котрий при контакті зі шкірою або при вдиханні парів може викликати серйозні захворювання. Аварія некерованого потяга могла призвести до розливу більше десятка тисяч літрів цього токсичного хімікату, тобто до екологічної катастрофи.
У Кентоні бригаді потяга Q63615 вдалося наздогнати потяга-втікача і на швидкості 51 миль/год (близько 82 км/год) зчепитися з його останнім вагоном. Після цього машиніст Джессі Ноултон почав обережно, щоб не пошкодити ешелон, застосовувати реостатне гальмування. Коли потяг слідував по магістралі № 31 на південь від Кентона, його швидкість вже вдалося знизити до 11 миль/год (18 км/год). У цей момент на одному з перетинів в локомотив некерованого поїзда заскочив Джек Хосвельд — досвідчений машиніст компанії CSX Transportation, який і відключив тягу тепловоза. О 14:30 некерований потяг компанії CSX Transportation, ведений тепловозом SD40-2 № 8888, нарешті припинив свою некеровану подорож. Трохи менш ніж за дві години він покрив відстань у 66 миль (106 км), а на деяких ділянках його швидкість досягала 47 миль/год (76 км/год).